# 川上優子
川上 優子（かわかみ ゆうこ、1975年8月1日 - ）は、1990年代後半から2000年代初期に活躍した、女子陸上競技（長距離走）元選手・指導者。キヤノンアスリートクラブ九州アドバイザー。1996年アトランタオリンピック（7位入賞）と2000年シドニーオリンピック（10位）は共に女子10000m代表として出場した。

## 経歴
熊本県下益城郡松橋町（現在の宇城市）出身。熊本信愛女学院高校卒業。
信愛女学院高校在学中の1991年度・1993年度には全国高校女子駅伝に出場した。1991年度の1年時は4区3kmを走り、区間6位（チームは5位）で走り、1993年度の3年時は準エース区間2区4.0975kmを走り、区間3位（チームは6位）であった。3年次の大会では、千葉真子、田中（大島）めぐみ、市河真由美、エスタ・ワンジロなども出走していた。
高校卒業後は、実業団の沖電気工業女子陸上部（通称・OKI、2009年3月廃部）に所属した。
尚、1975年度生まれの同学年でライバル・戦友仲間には、社会人入り後も陸上競技長距離走・マラソン選手として活躍した日本女子選手が多く、五輪代表に高橋千恵美と大島めぐみ、世界陸上代表に大南博美・敬美双子姉妹・小﨑まり・橋本康子の他、坂下奈穂美・赤木純子らが存在した。
1996年6月、日本陸上競技選手権大会では女子10000mに出場。当時の日本新記録で優勝した鈴木博美に敗れたが2位に入り、この成績でアトランタオリンピック代表に選ばれた。
その後川上は、同年8月開催されたアトランタ五輪女子10000m本番の予選レースを通過。そして決勝レースでも、五輪初出場とは思えない積極的な走りを見せる。終盤に入ると、川上はさすがに苦しい表情になりながらも粘り強く走り続けた。結果、五輪メダル獲得には届かなかったものの、千葉真子の5位に次いで、川上も31分23秒23の記録で見事7位に食い込んだ（鈴木博美は16位で入賞ならず）。長距離トラック種目で日本女子選手が2人同時に入賞するのは、五輪史上初であった。
このシーズンはロードになっても好調は続き、全日本実業団女子駅伝では、最長の五区（11.6Km)を走り、先頭のリクルートの高橋尚子との40秒差を逆転し（35分56秒の区間新）、沖電気宮崎の初優勝に貢献した。
さらに、都道府県対抗女子駅伝では熊本県チームのアンカーとして、31分01秒の区間新で熊本の初優勝に花を添えた。この時の区間タイムは現在でも歴代3位のタイムである（川上より速く走ったのは福士加世子と新谷仁美だけである）。
その後の大きな飛躍が期待され、10000Mのメダルも期待された。しかし、1997年シーズン中にケガをしてからは、好調を維持することができず伸び悩んだ。それでも、1998年バンコクアジア大会女子10000mでは、優勝を果たして金メダルを獲得。また1997年世界陸上アテネ大会女子5000m代表（15位）、1999年世界陸上セビリア大会女子10000m代表（12位）と、五輪以外の国際大会にも出場を果たしている。又駅伝競走などでも活躍し、1996年、1997年、1999年と12月に岐阜県で行われる全日本実業団対抗女子駅伝大会で、OKI（当時沖電気宮崎）の3度の総合優勝にも貢献した。
1999年3月、名古屋国際女子マラソンへ川上自身初めてフルマラソンに出走する。レース前半はペースメーカーのハイペースについていき、25km地点で先頭に立つも、その後は後続の選手に抜かれ2位に下がるとズルズルと後退し、後半は完全にスローダウン。ゴールタイムは2時間34分台で9位と平凡な成績に終わり、ゴール後本人曰く「もう死にました。地獄を見ました」とマラソンの難しさを痛感する。結局川上のフルマラソンはこの名古屋が最初で最後となった。
翌2000年4月、シドニーオリンピック女子10000mの選考会だった兵庫リレーカーニバルに出走。レース終盤は渋井陽子らとデッドヒートとなったが、最後の100mで川上が抜け出して優勝。アトランタに続く2大会連続の五輪出場を決めた。又同年7月はアメリカの大会で、女子10000mで当時鈴木博美の持つ日本記録を4年ぶりに更新した。
同年9月のシドニー五輪女子10000m本番でも前大会同様に予選レースを通過、決勝レースではメダルも期待されていた。しかし決勝は序盤から超高速なペースとなり、川上も含め日本女子3人は中盤付近で先頭集団から脱落。川上だけ辛うじて周回遅れは免れたがメダル争いに加われず、31分27秒44の記録で10位に終わり、アトランタに続く五輪連続入賞もならなかった（高橋千恵美は15位、弘山晴美は20位）。
シドニー五輪後は足腰の故障に泣き、出走予定レースの欠場や、ケガをおして出場するも不本意な成績が続いていた。2002年3月に山口県で行われた全日本実業団ハーフマラソンでは自己最高記録で優勝、復活の兆しを見せたが、長くは続かなかった。同年6月の日本陸上選手権でも不甲斐ない結果と成り、同年9月に陸上競技選手としての現役引退を表明。当時の川上は27歳、まだ年齢的にもこれからという時の早過ぎる引退劇だった。引退会見時、川上の好敵手として頭角を現し始めた渋井陽子や福士加代子らに対して、「どこまでやれるか是非挑戦し続けて欲しい」と笑顔でエールを送っている。
引退後はプロゴルファー・増田哲仁の指導の下、女子プロゴルファーを目指し特訓していた時期もあったが、その傍らで元オリンピック代表選手として、陸上競技の指導やマラソン大会のゲストランナー等も並行して活動していた。
2018年4月、キヤノンアスリートクラブ九州のコーチを経て、2019年1月からキヤノンアスリートクラブ九州の監督に就任した。2023年4月より監督を退き、アドバイザーに就任した。

## ベスト記録
- 5000m 15分17秒34 国際グランプリ大阪大会 1997年6月10日
- 10000m 31分09秒46 ニューバランスメインディスタンスクラシック（米メーン州） 2000年7月1日
- ハーフマラソン 1時間09分38秒 全日本実業団ハーフマラソン 2002年3月10日
- マラソン 2時間34分09秒 名古屋国際女子マラソン 1999年3月14日